# 印尼尖鼻魨
印尼尖鼻魨為輻鰭魚綱魨形目四齒魨亞目四齒魨科的其中一種，為熱帶海水魚，分布於印尼海域，棲息深度可達101公尺，棲息在底層水域，生活習性不明。